# Nämnaren
Nämnaren är en svensk tidskrift, grundad 1974, som behandlar matematik i skolan från förskola till gymnasiet. Nämnaren ges ut vid Nationellt centrum för matematikutbildning (NCM) fyra gånger per år. Nämnaren riktar sig främst till lärare och har som mål att bistå lärare i utvecklingen av sin matematikundervisning.